# Marco Van Hees
Pour les articles homonymes, voir Hees (homonymie).
Marco Van Hees, né le 15 mars 1964 à Berchem-Sainte-Agathe, est un journaliste, essayiste, homme politique et ancien député belge, membre du Parti du travail de Belgique (PTB).
Van Hees est auteur de pamphlets et d'essais. Il obtient le prix Gros Sel en 2008.

## Biographie
Licencié en sciences politiques de l'université libre de Bruxelles, il devient fonctionnaire au ministère belge des Finances. 
Il publie parallèlement tout une série d'articles et de livres consacrés à l'argent en Belgique ou au système fiscal belge, particulièrement dans ses dispositifs favorables aux entreprises multinationales (comme les intérêts notionnels) et aux grandes fortunes privées.
Pour la plupart publiés aux Éditions Aden, ses ouvrages ont amené la problématique de la justice fiscale au premier plan dans le débat public belge.
Collaborateur régulier du journal Solidaire et membre du PTB, Marco Van Hees fut tête de liste au Sénat pour ce parti lors des élections  fédérales de 2010. Aux élections législatives du 25 mai 2014, il conduit la liste PTB en Hainaut et est élu député. Il siège ainsi avec Raoul Hedebouw à la Chambre des représentants, où le PTB fait pour la première fois son entrée. Il est réélu en 2019.
En 2016, il apparaît dans la première partie du documentaire de François Ruffin Merci Patron !.

## Activités parlementaires
En septembre 2014, à la Chambre, les députés PTB Marco Van Hees et Raoul Hedebouw sont les deux seuls à voter contre l'intervention militaire belge en Irak contre les djihadistes de l’État islamique.
Le 23 juillet 2015, Van Hees fait partie d'un petit groupe de huit députés qui s'abstiennent lors du vote sur la reconnaissance du génocide arménien. Il jugeait en effet que le texte n'allait pas assez loin dans cette reconnaissance.
Le 19 mars 2020, Van Hees, de concert avec les groupes PTB, N-VA et Vlaams Belang à la Chambre des représentants, a voté contre la confiance au gouvernement Wilmès II,.

## Publications
- C'est pas nous, c'est eux. : Les fondements idéologiques de l'anti-tiers-mondisme, Braine-le-Château, Dialogue des Peuples, 1990, 156 p. (ISBN 2873420006)
- La Fortune des Boël : Un énorme patrimoine, une immense dette sociale, Bruxelles, Éditions Aden, octobre 2006, 224 p. (ISBN 9782930402352)
- Didier Reynders : L'Homme qui parle à l'oreille des riches, Bruxelles, Éditions Aden, mai 2007, 144 p. (ISBN 9782930402451)
- Le Frankenstein fiscal du Dr. Reynders : Tout ce que vous n'auriez jamais dû savoir sur les intérêts notionnels, Bruxelles, Éditions Aden, avril 2008, 112 p. (ISBN 9782930402710)
- Banques qui pillent, banques qui pleurent : Enquête sur les profits et crises des banques belges, Bruxelles, Éditions Aden, février 2010, 304 p. (ISBN 9782805900419)
- Les riches aussi ont le droit de payer des impôts  (préf. Raoul Hedebouw), Bruxelles, Éditions Aden, mai 2013, 158 p. (ISBN 9782805920417)
- Le guide du richard : Voyage au cœur du capitalisme belge  (préf. Monique Pinçon-Charlot), Éditions Couleur livres, novembre 2024, 150 p. (ISBN 9782870039519)